# Ålesund bedehus

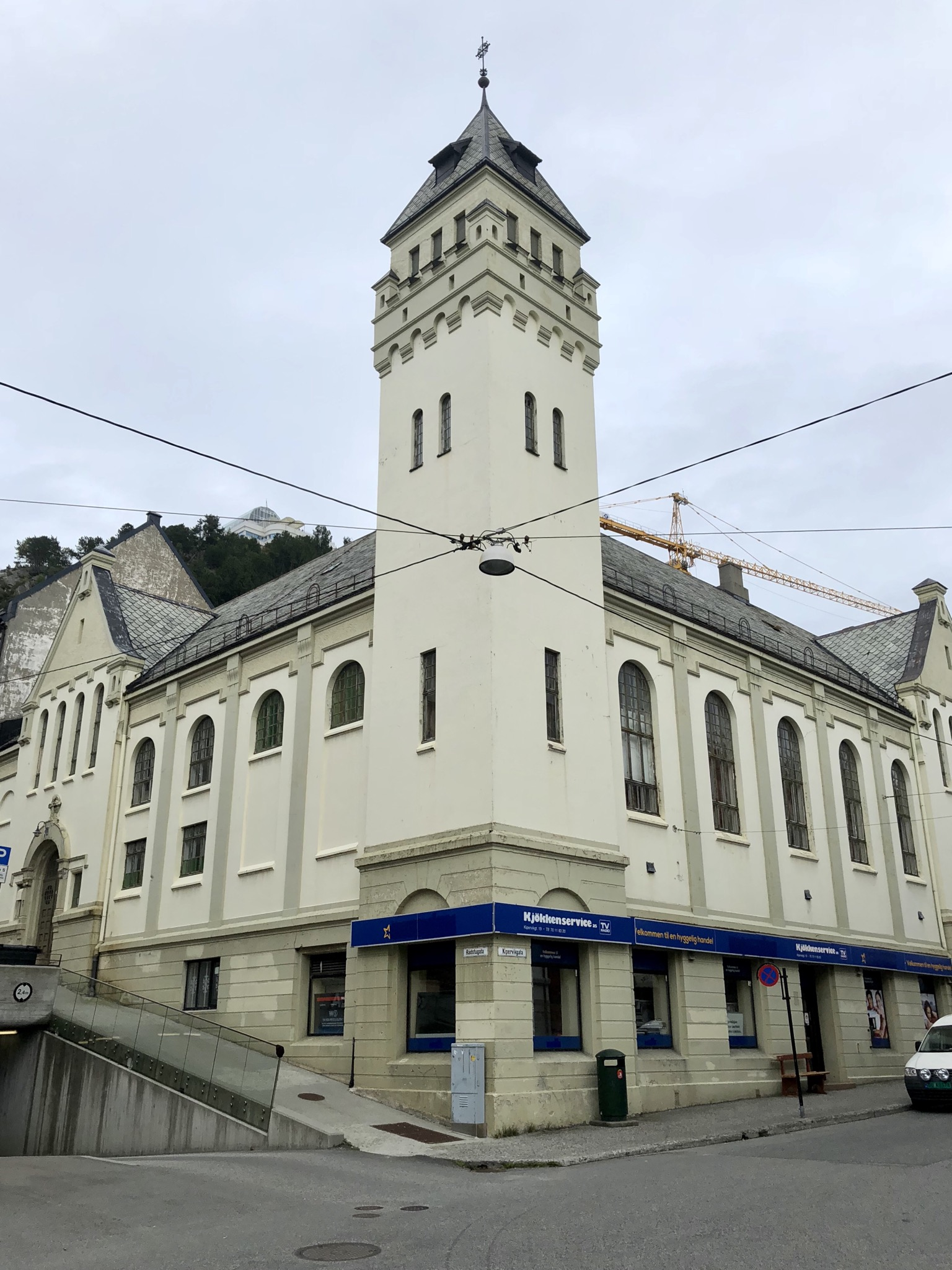
Ålesund bedehus, 2019

Das Ålesund bedehus ist ein denkmalgeschütztes Gebetshaus in der norwegischen Stadt Ålesund.
Es befindet sich im östlichen Teil der Innenstadt von Ålesund in einer Ecklage an der Kreuzung von Kipervikgata und Råstugata an der Adresse Kipervikgata 19 auf der Insel Nørvøy. Diagonal auf der anderen Seite der Kreuzung befindet sich das Gefängnis Ålesund.
Das Gebäude wird von der Ålesund Indremisjon (Innere Mission) genutzt. Zunächst befand sich die Innere Mission in einem 1863 fertig gestellten Gebäude. Nach dem Stadtbrand von Ålesund im Jahr 1904 war jedoch ein Neubau erforderlich. Das heutige Gebäude wurde vom Architekt Peter Arnet Amundsen errichtet und war 1907, nach anderen Angaben 1906, fertiggestellt. Die Ecksituation wird durch einen dort platzierten Turm betont. Heute besteht neben der religiösen auch eine gewerbliche Nutzung.